# 李景綱
李景綱（1864年5月1日—1930年8月16日，同治三年三月二十六日亥时-民國十九年夏曆閏六月二十二日酉時），字弍忠，直隸省棗強縣人，清朝政治人物、進士出身。

## 生平[1]
光緒二十九年癸卯科舉人，光緒三十年（1904年），會試第2名；殿試進士二甲63名，以主事分吏部文選司求賢科學習。后進入日本法政大學速成班第五科。歸國後仍在吏部供職，宣統三年改在內閣敘官局第三科供職。民國元年當選順直省議會議員，延慶州知州，湖南省公署秘書、選舉事務所，後任山西襄垣縣知事、直隸延慶縣知事、直隸督辦公署秘書、省議會議員。